# Micrerethista fasciola
Micrerethista fasciola är en fjärilsart som beskrevs av Davis 1998. Micrerethista fasciola ingår i släktet Micrerethista och familjen äkta malar. Inga underarter finns listade i Catalogue of Life.